# Бинде
Бинде (њем. Bünde) град је у њемачкој савезној држави Северна Рајна-Вестфалија. Једно је од 9 општинских средишта округа Херфорд. Према процјени из 2010. у граду је живјело 44.675 становника. Посједује регионалну шифру (AGS) 5758004, NUTS (DEA43) и LOCODE (DE BUE) код.

## Географски и демографски подаци
Бинде се налази у савезној држави Северна Рајна-Вестфалија у округу Херфорд. Град се налази на надморској висини од 75 метара. Површина општине износи 59,3 km². У самом граду је, према процјени из 2010. године, живјело 44.675 становника. Просјечна густина становништва износи 753 становника/km².

## Међународна сарадња
| Мјесто | Држава | Врста сарадње | Од    |
| ------ | ------ | ------------- | ----- |
|        | Финска | партнерство   | 1968. |
| Извор  |        |               |       |